# 共和派

西班牙第二共和国国旗

共和派（西班牙語：Bando republicano），又称忠诚派（Bando leal或bando gubernamental），是指在1936年－1939年的西班牙内战中支持西班牙第二共和国政府、反对国民军叛乱的派系。“共和派”一词主要由其成员和支持者使用，其反对者则用“赤色分子”（Rojos）一词来称呼他们。该派系政治立场偏左，包含极左翼的共产主义者和无政府主义者。该派系得到苏联和墨西哥的支持。